# Ohad Naharin
Ohad Naharin, född 22 juni 1952 på kibbutzen Mazra i Israel, är en israelisk koreograf, dansare, musiker och konstnärlig ledare för Batsheva Dance Company med bas i Tel Aviv, Israel.
Ohad Naharin har gjort beställningsverk för Frankfurt Ballet, Parisoperans balett, Sydney Dance Company, Lyon Opera Ballet, 
Rambert Dance Company, Cullbergbaletten, Pittsburgh Ballet Theatre och Balet da Cidade de Sao Paulo.
2009 belönades Naharin med Samuel H. Scripps American Dance Festival Award för sin livslånga bragd och insats för dansen.
Ohad Naharin är grundare till den moderna danstekniken & rörelsespråket Gaga.